# Бузин, Аркадий Александрович
Аркадий Александрович Бузин (род. 19 января 1960) — советский самбист, чемпион и призёр чемпионатов СССР, обладатель Кубка СССР, чемпион мира, мастер спорта России международного класса.

## Биография
Увлёкся самбо в 1971 году. Однако тренер не уделял внимания воспитаннику и через три месяца он ушёл из секции. В секцию бокса его не взяли по возрасту. В 1972 году стал заниматься самбо под руководством Анатолия Реутова. С 1974 выступал за ДСО «Буревестник» (Владивосток). В 1975 году его тренером стал Виктор Сорванов. В 1979 году в возрасте 19 лет стал чемпионом страны. Выпускник Дальневосточного государственного технического университета 1983 года.

## Спортивные результаты
- Борьба самбо на летней Спартакиаде народов СССР 1979 года — ;
- Чемпионат СССР по самбо 1980 года — ;
- Чемпионат СССР по самбо 1981 года — ;
- Самбо на летней Спартакиаде народов СССР 1983 года — ;
- Чемпионат СССР по самбо 1989 года — ;